# Korabl-Sputnik 3
Korabl-Sputnik 3 (nazwany przez zachodnią prasę Sputnikiem 6) – testowy radziecki statek kosmiczny, prototyp statków Wostok. Wyniósł na orbitę w ramach programu Wostok psy Pczołkę („Pszczółkę”) i Muszkę oraz owady i rośliny. Po jednodniowym pobycie w Kosmosie, statek został deorbitowany. Jednak zamiast wylądować, spłonął w atmosferze wraz ze swoim żywym ładunkiem.

## Opis misji
Zadaniami Korabla-Sputnika 3 miało być zbadanie wpływu lotu kosmicznego na organizmy żywe, sprawdzenie działania łączności radiowej i systemów podtrzymywania życia oraz pomiar czynników mogących wpłynąć na zachowanie się człowieka podczas lotu kosmicznego. Statek był konstrukcyjnie prawie taki sam jak Korabl-Sputnik 1 i Korabl-Sputnik 2.
Szefowie radzieckiego programu kosmicznego wnieśli pismo o zgodę na start do Komitetu Centralnego w dniu 10 listopada 1960.
Po jednodniowym pobycie w Kosmosie, statek został deorbitowany. Jednak zamiast wylądować, spłonął w atmosferze wraz ze swoim żywym ładunkiem około godziny 09:12 GMT. Powodem było niewyłączenie się silników hamujących, które pracowały aż do wyczerpania się paliwa, i wejście w atmosferę pod złym kątem. Wiele faktów wskazuje jednak, że koniec misji Korabla-Sputnika 3 miał inny przebieg.
Powrót kapsuły był prawdopodobnie planowany po siedemnastu okrążeniach Ziemi. Silniki hamujące włączono około 8:22 GMT, 2 grudnia 1960. Prawdopodobne jest, że Rosjanom w ogóle nie udało się rozpocząć procesu deorbitacji, i aby nie pozostawiać statku na orbicie, lub by nie wpadł on w obce ręce przy niekontrolowanym upadku, został zniszczony przez system samolikwidacji.
Sowiecka agencja TASS zakomunikowała, że wejście nastąpiło po złej trajektorii. Statek przestał istnieć wchodząc w gęste warstwy atmosfery. Zdania te sugerowały więc, że statek został zniszczony w wyniku skutków tarcia o atmosferę, a nie celowej eksplozji.
Jednak w dokumentach byłego biura OKB-1, teraz RKK Energia, znalazła się informacja: Wdrożono program lotu kosmicznego, ale w wyniku usterki systemu kontroli silnika TDU powrót na Ziemię odbyłby się na nieprzewidywalnym terenie i kapsuła powrotna musiała zostać zniszczona.
Siergiej Korolow w swoich wspomnieniach pisze, że po oddzieleniu się kapsuły od statku odebrano jeszcze jedną sesję telemetrii z kapsuły, nim ta weszła w gęste warstwy atmosfery.
Jeśli silnik TDU włączył się o 08:22, a statek zdążył przelecieć jeszcze 1,5 orbity (zajęłoby mu to około 135 minut), wejście w atmosferę miałoby miejsce nad Pacyfikiem, około godziny 10:35. Wcześniej więc kapsuła musiałaby się oddzielić od reszty statku. Jednak stacja w Enköping Szwedzkiej Agencji Telekomunikacyjnej odnotowała, że ostatni sygnał na częstotliwości 19,995 MHz odebrano między 10:15 a 10:17 GMT, 2 grudnia, w pobliżu północnego krańca orbity Korabla-Sputnika 3. Może to być część dodatkowej transmisji telemetrii, o której wspominał Korolow. Sam fakt, że taka sesja nastąpiła wskazuje, że deorbitacja kapsuł w ogóle się nie odbyła. Co więcej, stacja w Enköping odebrała również bardzo silny sygnał naziemny na częstotliwości 19,995 MHz, który zakłócał łączność na tej częstotliwości przez 42 minuty, między 11 a 11:42.
Pierwotną przyczyną nieudanej misji Korabla-Sputnika 3 było prawdopodobnie uszkodzenie systemu orientacji statku, które nie pozwoliło włączyć sekwencji powrotu statku, albo złe obliczenia przewidywanej pozycji statku względem Słońca, co miałoby taki sam skutek.

### Obserwacje Korabla-Sputnika 3
Szwedzkie obserwacje radiowe wskazują, że misja Korabla-Sputnika 3 zakończyła się inaczej niż podały władze ZSRR. Stacja w Enköping kilkukrotnie odebrała sygnał na częstotliwości 19,995 MHz (typowa częstotliwość komunikacji dla radzieckich statków kosmicznych). Najpierw o godzinie 10:23, czyli około 3 godzin po starcie. Potem o 19:37. Wtedy też sygnał nagle ucichł. O 22:38 usłyszano go ponownie na kilka minut. Amerykański US Army Signal Corps również donosił o zarejestrowaniu nieodkodowywalnych sygnałów na częstotliwości 19,995 MHz, około godziny 13:16 GMT.
Wywiad elektroniczny CIA przechwycił również transmisje na częstotliwości 83 MHz. CIA wiedziało już, że również Korabl-Sputnik 2 przesyłał dane na tej częstotliwości. Technikom wywiadu udało się odkodować ten sygnał, który okazał się obrazem jednego z psów zarejestrowanym przez kamerę statku i przesyłanym drogą radiową na Ziemię.